# Omanimerelina eloiseae
Omanimerelina eloiseae is een slakkensoort uit de familie van de Rissoidae. De wetenschappelijke naam van de soort is voor het eerst geldig gepubliceerd in 2007 door Moolenbeek & Bosch.